# Вейн Фуллер
Вейн Артур Фуллер (англ. Wayne Arthur Fuller; нар. 15 червня 1931) — американський економіст, співавтор тесту Діккі — Фуллера.

## Біографія
Вейн народився 15 червня 1931 року у Корнінг, штат Айова, США. Син Лорен Бойд і Ельва Глейд (Дарра) Фуллер.
Фуллер здобув ступінь бакалавра в Університеті штату Айова в 1955 році, ступінь магістра в 1957 році і ступінь доктора філософії в галузі сільськогосподарської економіки в 1959 році.
Свою викладацьку діяльність розпочав в Університеті штату Айова з 1959 року, ставши видатним професором в 1983 році.
Фуллер служив капралом армії Сполучених Штатів в 1952—1954 роках, працював редактором в журналах American Journal of Agricultural Economics, Journal of the American Statistical Association, The American Statistician, Journal of Business & Economic Statistics, Survey Methodology.
Фуллер є дійсним членом, віце-президентом в 1991—1993 роках Американської статистичної асоціації, Економетричного товариства, Міжнародного статистичного інституту.

## Нагороди та визнання
- 2002: премія Ваксберга від Survey Methodology[en];[7]
- 2003: премія Марвіна Зелена «за лідерство у галузі статистичних наук»;[8]
- 2009: почесний доктор Університету штату Північна Кароліна;[9]
- 2011: почесний доктор Університету Невшателя;
- 2020: Clarivate Citation Laureates;
- Увійшов до списку статистичних педагогів що заслуговують на увагу від Marquis Who's Who.

## Доробок
- Dickey D.A., Fuller W.A. Distribution of the Estimators for Autoregressive Time Series with a Unit Root //Journal of the American Statistical Association, 1979, 74, 366, pp. 427—431 doi 10.2307/2286348
- Fuller W.A. (1987) Measurement Error Models, Wiley. ISBN 0-471-86187-1
- Fuller W.A. (1996) Introduction to Statistical Time Series, 2nd Edition, Wiley. ISBN 0-471-55239-9
- Fuller W.A. (2009) Sampling Statistics, Wiley. ISBN 0-470-45460-1